# Lučinci
Lučinci su naselje u Republici Hrvatskoj u Požeško-slavonskoj županiji, u sastavu općine Velika.

## Zemljopis
Lučinci su smješteni oko 15 km jugozapadno od Velike,  susjedna naselja su Smoljanovci i Klisa na sjeveru, Oljasi na istoku, Milivojevci na zapadu i Bratuljevci na jugu

## Stanovništvo
Prema popisu stanovništva iz 2001. godine Lučinci su imali 68 stanovnika, dok su prema popisu stanovništva iz 1991. godine imali 135 stanovnika.
| broj stanovnika | 10    | 17    | 34    | 76    | 118   | 167   | 139   | 294   | 176   | 205   | 207   | 177   | 170   | 135   | 68    | 53    | 42    |
|                 | 1857. | 1869. | 1880. | 1890. | 1900. | 1910. | 1921. | 1931. | 1948. | 1953. | 1961. | 1971. | 1981. | 1991. | 2001. | 2011. | 2021. |

## Poznate osobe
- kemičar dr sc. Milan Sikirica